# NY1
NY1, New York One, es un canal de televisión por cable de 24 horas de noticias enfocado en los cinco boroughs de Nueva York. Además de noticias y pronósticos del tiempo, el canal también presenta segmentos de historias humanas tales como "New Yorker of the Week" ("El neoyorquino de la semana") y "Scholar Athlete of the Week" ("Atleta escolar de la semana"), programas especializados como Inside City Hall ("Dentro del Ayuntamiento"), el cual es renombrado como Road to City Hall ("Camino al Ayuntamiento") durante las elecciones municipales locales.
NY1 es operado por su propietario, Time Warner Cable (TWC).
En el servicio de TWC para Nueva York, NY1 aparece en el canal 1, antiguamente en definición estándar (con una relación de aspecto de 4:3), y es mostrado tanto en el canal 1 como en el 701 en alta definición (con relación de aspecto 16:9). El canal aparece en el canal 8 en el servicio de Cablevision para Nueva York. Está también disponible a más de dos millones de clientes de televisión por cable dentro de los cinco boroughs de Nueva York; cerca del condado de Bergen, Nueva Jersey; Mount Vernon en el condado de Westchester, Nueva York; así como también en los sistemas de Time Warner Cable en el Estado de Nueva York y los sistemas de Bright House Networks en Orlando y Tampa, Florida desde el 9 de septiembre de 2011. Verizon FiOS no posee el canal en su oferta programática.

## Historia
NY1 fue concebido en 1991 por Richard Aurelio, el presidente del grupo de cable de Time Warner Cable en Nueva York. La estación inició sus transmisiones el 8 de septiembre de 1992 desde su sala de noticias en el National Video Center (460 West 42nd Street) de Manhattan bajo la dirección de Paul Sagan, vicepresidente de noticias de NY1, y Steve Paulus, director de prensa de NY1. La construcción de las dependencias en la Calle 42 fue finalizada el 15 de julio, pero los reporteros que había contratado el canal en realidad iniciaron su trabajo un mes antes asistiendo a cursos de entrenamiento en videoperiodismo. Mientras algunos de los reporteros habían usado sus propias cámaras en otros lugares, la mayoría no había tenido exposición al lado técnico del periodismo. Después de su entrenamiento, los reporteros y el resto del equipo formó parte de un periodo de entrenamiento adicional de dos meses que incluyó cuatro semanas de ensayos en tiempo real. En las últimas semanas de entrenamiento, un antiguo edificio de correos colapsó en el West Side de Manhattan. Aunque el canal aún no estaba en el aire, los reporteros de NY1 cubrieron la historia como si el canal estuviera funcionando, entrevistando a sobrevivientes y testigos.
Después de los ataques del 11 de septiembre de 2001 en el World Trade Center de Nueva York, la señal de NY1 fue temporalmente transmitida internacionalmente a todos los suscriptores del canal de televisión por cable Oxygen después de que dicha estación no pudiera transmitir desde sus estudios en Battery Park City en Manhattan, cerca del World Trade Center.
En enero de 2002 la estación se trasladó a unas nuevas dependencias, completamente digitalizadas, en el sexto piso de Chelsea Market en Manhattan.
El 30 de junio de 2003, NY1 Noticias, una versión en español del canal, inició sus operaciones para los suscriptores de cable digital.
A finales de 2005, NY1 lanzó un servicio de video bajo demanda para sus clientes de TWC. NY1 on Demand está en el canal 1110 del sistema de TWC para Nueva York.
En 2008, NY1 lanzó un canal en alta definición en el canal 701, aunque inicialmente solo transmitía en formato 4:3, pasando al formato 16:9 en octubre de 2009.
El 18 de agosto de 2010 comenzaron las transmisiones de NY1 Rail and Road, un canal de información sobre el estado del tránsito vehicular y del transporte público dentro de la Ciudad de Nueva York.

### Prototipo para otros mercados de TWC
NY1 fue el primer canal de noticias locales de TWC, y desde ese entonces TWC ha añadido canales locales en varias otras ciudades, incluyendo:
- R News, Rochester, Nueva York (1990)
- Bay News 9, Tampa, Florida (1997)
- Central Florida News 13, Orlando, Florida (1997)
- News 8 Austin, Austin, Texas (1999)
- Capital News 9, Albany, Nueva York (2002)
- News 10 Now, Siracusa, Nueva York (2003)
- News 14 Carolina, Carolina del Norte (2006)
- YNN Buffalo, Búfalo, Nueva York (2009)

Dos otros canales, News 24 Houston y News 9 San Antonio, cerraron dentro de sus 2 primeros años de operación.

## Formato

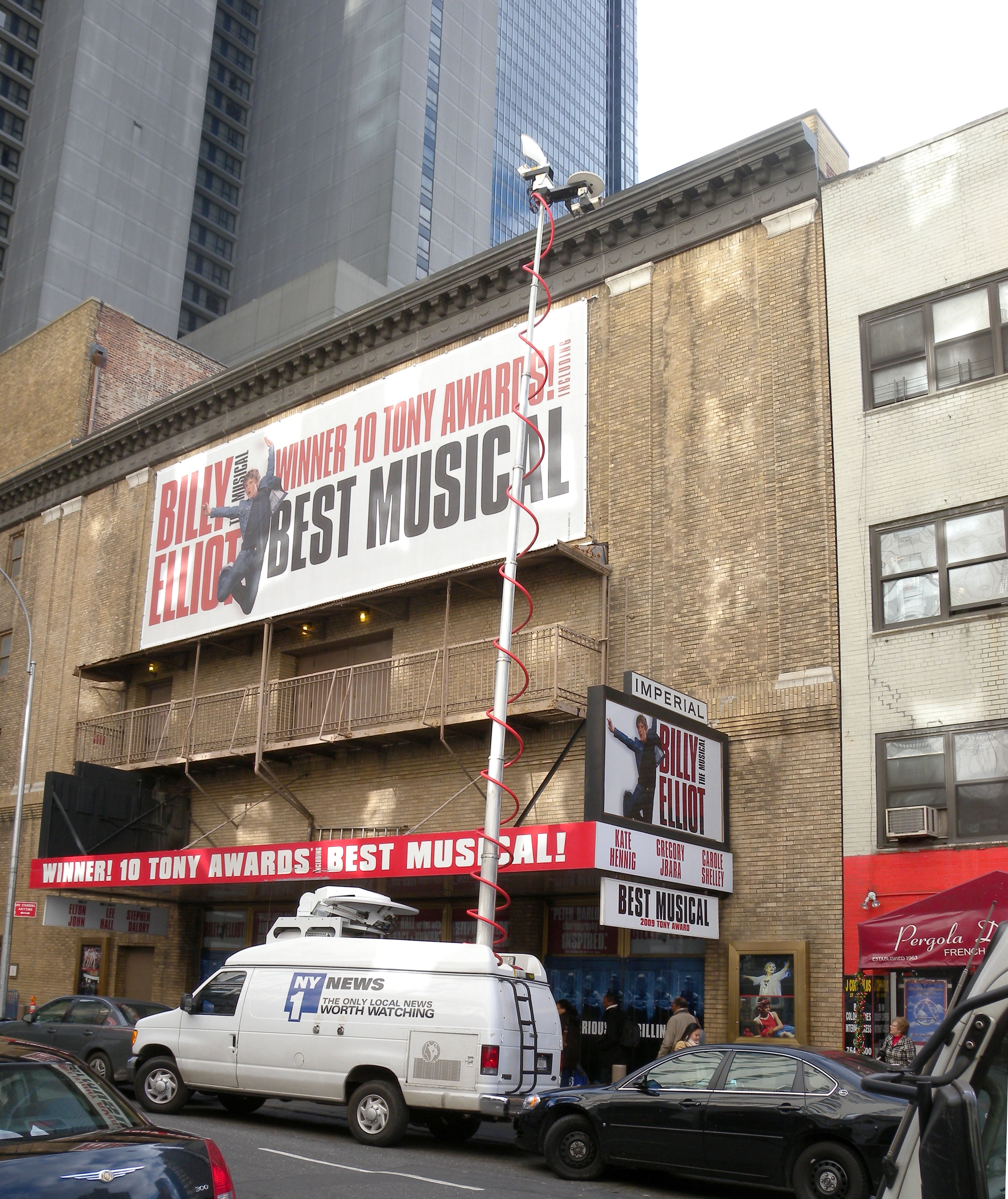
Furgoneta de transmisión remota.

El programa más común en NY1 es un bloque de media hora que se inicia a la hora en punto y a los 30 minutos. El primer minuto contiene los titulares seguidos de "Weather On The 1s", un breve resumen meteorológico de un minuto. El resto de la media hora es llenado con segmentos informativos pregrabados, enfocados principalmente en noticias del área metropolitana de Nueva York. Casi todas las historias son pregrabadas, incluso los segmentos hechos para parecer que están ocurriendo en vivo, en donde el canal en vez de colocar un indicador que dice "en vivo" señala que el reportero está (o estaba) "en el lugar". Esto es porque el informe puede ser emitido varias veces en el día.
Los informes deportivos son presentados a lo largo del día, y un programa de una hora, Sports on 1: The Last Word, es emitido cada noche a las 11:35 p. m.
En un intento por competir con los informativos nocturnos locales, el 22 de enero de 2007 NY1 introdujo su propio noticiero a las 11:00 p. m., News at 11. El informativo es presentado por Lewis Dodley y la ex corresponsal de CBS Elizabeth Kaledin, miembro original del equipo de NY1.

### Programas

#### Inside City Hall;Road to City Hall
Inside City Hall ofrece una extensa cobertura política local. NY1 ha auspiciado una variedad de debates políticos a través de este programa.
El equipo de periodistas políticos de NY1 es liderado por Robert Hardt, editor político, e incluye a:
- Josh Robin, reportero
- Bobby Cuza, reportero
- Erin Billups, reportero
- Grace Rauh, reportera
- Errol Louis, presentador
- Michael Nitzky, productor

#### The Call
Lanzado en julio de 2005, The Call es un programa de noticias en vivo y de una hora de duración, presentado por John Schiumo. A lo largo del día, los espectadores son animados a votar sobre las principales noticias del día, y después de recibir una alerta por correo electrónico sobre la noticia destacada, se les pide que escriban o llamen para discutir el tema con Schiumo. El programa fue extendido a una hora en enero de 2012 en respuesta a las peticiones de los espectadores. Anteriormente, el programa era extendido solo en los días en que ocurrían eventos noticiosos importantes.

#### On Stage
On Stage es un programa de media hora que presenta noticias sobre el teatro. Se enfoca principalmente en la escena teatral de Nueva York pero también informa sobre presentaciones en las cercanías de la ciudad. Es presentado por Donna Karger, con Patrick Pacheco conduciendo las entrevistas. Roma Torre, presentadora de NY1, es la crítica del programa. Los críticos David Cote de Time Out New York y David Sheward de Back Stage también contribuyen con comentarios. Frank DiLella realiza los reportes en el lugar.

## Gúia de TV (CET)
| Hora    | Lunes                                      | Martes                                     | Miércoles + Jueves                         | Viernes                                    | Sábado                                     | Domingo                                    |                                            |
| ------- | ------------------------------------------ | ------------------------------------------ | ------------------------------------------ | ------------------------------------------ | ------------------------------------------ | ------------------------------------------ | ------------------------------------------ |
| 2:00am  | Nueva York esta Noche                      | Nueva York esta Noche                      | Nueva York esta Noche                      | Nueva York esta Noche                      | Noticias Todas Fin de Semana               | Noticias Todas Fin de Semana               |                                            |
| 2:45am  | Nueva York esta Noche                      | Nueva York esta Noche                      | Nueva York esta Noche                      | En Tránsito                                | En Tránsito (Repetir)                      | En Tránsito (Repetir)                      |                                            |
| 3:00am  | The Call                                   | The Call                                   | The Call                                   | The Call                                   | Noticias Todas Fin de Semana               | Noticias Todas Fin de Semana               |                                            |
| 4:00am  | Dentro del Ayuntamiento (Repetir)          | Dentro del Ayuntamiento (Repetir)          | Dentro del Ayuntamiento (Repetir)          | Dentro del Ayuntamiento (Repetir)          | Los New York Times Close Up                | Noticias Todas Fin de Semana               |                                            |
| 5:00am  | Noticias at Eleven                         | Noticias at Eleven                         | Noticias at Eleven                         | Noticias at Eleven                         | Noticias at Eleven                         | Noticias at Eleven                         |                                            |
| 5:35am  | Deportes el 1: La Última Palabra           | Deportes el 1: La Última Palabra           | Deportes el 1: La Última Palabra           | Deportes el 1: La Última Palabra           | Deportes el 1: La Última Palabra           | Deportes el 1: La Última Palabra           |                                            |
| 6:30am  | Ciudad Salud Beat (repetir)                | NY1 En Escenario (repetir)                 | Noticias Todas Noche                       | Noticias Todas Noche                       | Talking Pictures on Demand (repetir)       | Talking Pictures on Demand (repetir)       |                                            |
| 7:00am  | Noticias Todas Fin de Semana               | Noticias Todas Noche                       | Noticias Todas Noche                       | Noticias Todas Noche                       | Noticias Todas Fin de Semana               | Noticias Todas Fin de Semana               |                                            |
| 9:00am  | Noticias Todas Fin de Semana               | La llamada (repetir)                       | La llamada (repetir)                       | La llamada (repetir)                       | La llamada (repetir)                       | Noticias Todas Fin de Semana               |                                            |
| 10:00am | Deportes el 1: La Última Palabra (repetir) | Deportes el 1: La Última Palabra (repetir) | Deportes el 1: La Última Palabra (repetir) | Deportes el 1: La Última Palabra (repetir) | Deportes el 1: La Última Palabra (repetir) | Deportes el 1: La Última Palabra (repetir) | Deportes el 1: La Última Palabra (repetir) |
| 11:00am | Noticias Primera                           | Noticias Primera                           | Noticias Primera                           | Noticias Primera                           | Noticias Todas Fin de Semana               | Noticias Todas Fin de Semana               |                                            |
| 12:00pm | Noticias Todas Mañana                      | Noticias Todas Mañana                      | Noticias Todas Mañana                      | Noticias Todas Mañana                      | Noticias Todas Fin de Semana               | Noticias Todas Fin de Semana               |                                            |
| 3:30pm  | Noticias Todas Mañana                      | Noticias Todas Mañana                      | Noticias Todas Mañana                      | Noticias Todas Mañana                      | NY1 En Escenario                           | NY1 En Escenario (repetir)                 |                                            |
| 4:00pm  | Noticias Todas Mañana                      | Noticias Todas Mañana                      | Noticias Todas Mañana                      | Noticias Todas Mañana                      | Noticias Todas Fin de Semana               | Los New York Times Close Up (Repeat)       |                                            |
| 5:00pm  | Noticias Todas Mañana                      | Noticias Todas Mañana                      | Noticias Todas Mañana                      | Noticias Todas Mañana                      | Noticias Todas Fin de Semana               | Noticias Todas Fin de Semana               |                                            |
| 6:00pm  | Noticias Todas Día                         | Noticias Todas Día                         | Noticias Todas Día                         | Noticias Todas Día                         | Noticias Todas Fin de Semana               | Noticias Todas Fin de Semana               |                                            |
| 6:30pm  | Noticias Todas Día                         | Noticias Todas Día                         | Noticias Todas Día                         | Noticias Todas Día                         | Talking Pictures on Demand                 | Noticias Todas Fin de Semana               |                                            |
| 7:00pm  | Noticias Todas Día                         | Noticias Todas Día                         | Noticias Todas Día                         | Noticias Todas Día                         | Noticias Todas Fin de Semana               | Noticias Todas Fin de Semana               |                                            |
| 11:30pm | Noticias Todas Día                         | Noticias Todas Día                         | Noticias Todas Día                         | Noticias Todas Día                         | Ciudad Salud Beat                          | Noticias Todas Fin de Semana               |                                            |
| 12:00am | Noticias Todas Tarde                       | Noticias Todas Tarde                       | Noticias Todas Tarde                       | Noticias Todas Tarde                       | Noticias Todas Fin de Semana               | Noticias Todas Fin de Semana               |                                            |
| 1:00am  | Dentro del Ayuntamiento                    | Dentro del Ayuntamiento                    | Dentro del Ayuntamiento                    | Dentro del Ayuntamiento                    | Noticias Todas Fin de Semana               | Noticias Todas Fin de Semana               |                                            |
| 1:30am  | Dentro del Ayuntamiento                    | Dentro del Ayuntamiento                    | Dentro del Ayuntamiento                    | Dentro del Ayuntamiento                    | NY1 En Escenario (Repetir)                 | NY1 En Escenario (Repetir)                 |                                            |